# Калея закатечічі
Кале́я закате́чічі (лат. Calēa zacatēchichi. Calēa zacatēchichi, ісп. hoja de dios.  — «листя бога») — рослина; вид роду Калея родини Айстрові (Asteraceae), котрий зростає на просторі від південної Мексики до північної Коста-Рики.

## Господарське значення і застосування
Використовує шаманами місцевих племен для передбачення майбутнього завдяки яскравим сновидінням, що викликає рослина, а також у лікарський цілях при шлунково-кишкових розладах і як жарознижувальний засіб. Рослина володіє заспокійливою і легкою снодійною дією.
Доведено, що витяжка з даної рослини володіє психоактивними властивостями. Її вживання продукує яскраві і свідомі сни і збільшенню часу, коли людина може його згадати.
Всупереч поширеній думці, калея закатечічі не є наркотиком, і тому її вирощування, зберігання або використання не заборонене ні у одній країні світу.

## Біологічний опис
Сильно розгалужений кущ висотою до 1—1,5 м з загостреними на кінці листям, трикутно-овальної форми, 2—6,5 см довжиною.
Суцвіття складається з безлічі щільно прилеглих один до одного маленьких білих або жовтих квіток.

## Біохімія
Рослина містить комплекс сесквітерпенів і флавоноїдів.

## Міжнародно-правовий статус ентеогенів
Стаття 32 Конвенції про психотропні речовини дозволяє державам звільняти від заборони певні традиційні способи вживання речовин:
|  | Держава, на території якої ростуть дикі рослини, що містять психотропні речовини з числа тих, що містяться в Додатку I, і які традиційно використовуються певними невеликими, чітко визначеними групами в магічних чи релігійних обрядах, може під час підписання, ратифікації чи приєднання, робити застереження щодо цих рослин стосовно положень статті 7, за винятком положень, що стосуються міжнародної торгівлі.Оригінальний текст (англ.) A State on whose territory there are plants growing wild which contain psychotropic substances from among those in Schedule I and which are traditionally used by certain small, clearly determined groups in magical or religious rites, may, at the time of signature, ratification or accession, make reservations concerning these plants, in respect of the provisions of article 7, except for the provisions relating to international trade. |

Однак це звільнення застосовується лише в тому випадку, коли рослину буде явно додано до Списків психотропної конвенції. Нині Конвенція застосовується лише до хімічних речовин. Однак у Коментарі до Конвенції про психотропні речовини зазначається, що рослини, які містять її, не підлягають міжнародному регулюванню:
Вирощування рослин, з яких отримують психотропні речовини, не регулюється Віденською конвенцією .... Ні корона (плід, брунька з мескалем) кактуса пейот, ні коріння рослини Mimosa hostilis, ані псилоцибінові гриби не включено до Списку 1, а лише відповідні речовини, мескалін, ДМТ та псилоцин.Оригінальний текст (англ.)
The cultivation of plants from which psychotropic substances are obtained is not controlled by the Vienna Convention .... Neither the crown (fruit, mescal button) of the Peyote cactus nor the roots of the plant Mimosa hostilis nor Psilocybe mushrooms themselves are included in Schedule 1, but only their respective principals, mescaline, DMT, and psilocin.
Нині жодні рослини (природні матеріали), що містять ДМТ, не регулюються Конвенцією 1971 року про психотропні речовини. Отже, препарати (наприклад, відвари), виготовлені з цих рослин, включно з аяваскою, не перебувають під міжнародним контролем і, отже, не підпадають під дію жодної статті Конвенції 1971 року. - Міжнародна рада з контролю за наркотиками (МКНБ), ООНОригінальний текст (англ.)
No plants (natural materials) containing DMT are at present controlled under the 1971 Convention on Psychotropic Substances. Consequently, preparations (e.g. decoctions) made of these plants, including ayahuasca are not under international control and, therefore, not subject to any of the articles of the 1971 Convention. -- International Narcotics Control Board (INCB), United Nations